# Hambach (Germania)
Hambach è un comune di 487 abitanti della Renania-Palatinato, in Germania.
Appartiene al circondario (Landkreis) del Rhein-Lahn-Kreis (targa EMS) ed è parte della comunità amministrativa (Verbandsgemeinde) di Diez.

## Storia
Hambach risulta citato per la prima volta nel 1290 in un necrologio della chiesa di San Lubenzio a Dietkirchen (Limburgo sulla Lahn). Hambach fu parte della contea di Diez. Dal 1806 esso fu parte del ducato di Nassau e nel 1866 fu annesso alla Prussia. Dal 1946 appartiene al Land della Renania-Palatinato.